# Шнейдер, Константин Ильич
Константи́н Ильи́ч Шне́йдер (род. 7 февраля 1964, Пермь) — российский историк, специалист в области интеллектуальной и политической истории России. Доктор исторических наук (2013), заведующий кафедрой истории и археологии Пермского университета.

## Биография
Окончил исторический факультет Пермского государственного университета (1986). В 1986—1987 годах — преподаватель истории и обществознания в средней школе № 1 г. Краснокамска, в 1987—1988 годах — средней школы № 17 г. Перми. В 1989—1990 годах — инженер лаборатории социологии высшего образования Пермского политехнического института, в 1990—1993 годах — аспирант очной формы обучения ППИ. Защитил в ПГУ кандидатскую диссертацию «Проекты социалистического переустройства общества в советской общественной мысли 20-х годов».
С 1993 года — ассистент, с 1994 года — старший преподаватель, с 1996 года — доцент исторического факультета ПГУ. 18 октября 2013 года в ЮУрГУ защитил докторскую диссертацию «Между свободой и самодержавием: история раннего русского либерализма» (официальные оппоненты В. А. Китаев, И. В. Побережников, Д. В. Тимофеев). С 2014 года — профессор кафедры древней и новой истории России ПГНИУ, с 2019 года — заведующий кафедрой истории и археологии. Стажировался в университетах Великобритании и США, работал по грантам Института «Открытое общество», Франко-российского исследовательского центра, программ Erasmus и IREX. Руководит магистерской программой по исторической политике, подготовил трех кандидатов наук.
Руководитель регионального отделения Российского общества интеллектуальной истории (РОИИ). Член редколлегии журнала «Вестник Пермского университета. Серия История»; входит в состав учёных советов ПГНИУ и историко-политологического факультета ПГНИУ. Автор 3 книг и более 70 научных статей.
Супруга — историк Г. А. Янковская; есть дочь.

## Основные работы
Книги
- Россия. XIX век. I половина. Документы, материалы, комментарии: учебно-методическое пособие. Пермь. 1995. — 197 с.;
- Между свободой и самодержавием: история раннего русского либерализма. Пермь: Перм. гос. нац. иссл. ун-т, 2012. — 230 с.;
- Российский либерализм середины XIX века: учебное пособие. Пермь, 2015.- 211 с.

Статьи
- Was There an «Early Russian Liberalism?» // Kritika: Explorations in Russian and Eurasian History 7, 4 (Fall 2006): 825—841;
- О некоторых «фобиях» современного отечественного «либераловедения»: начальная история русского либерализма как историографический «фантом» // Пути России: современное интеллектуальное пространство: школы, направления, поколения. Т. XVI / под общ. ред. М. Г. Пугачевой и В. С. Вахштайна. — М.: Университетская книга. 2009. — 552 с. — С. 234—242;
- Образы Запада и России в представлениях ранних русских либералов // Диалог со временем. 2009. Вып. 27. С. 245—262;
- Исторические взгляды ранних русских либералов // Диалог со временем. 2010. № 32. С. 123—141;
- Ранний русский либерализм: власть свободы или свобода власти // Диалог со временем. 2010. № 33. С. 140—150;
- Ранний русский либерализм в отечественной и зарубежной историографии // Российская история. 2010. № 4. С. 177—187;
- Ценностные идеалы раннего русского либерализма // Journal of Modern Russian History and Historiography. 4 (2011). P. 130—150;
- Индивидуализм и собственность в мировоззрении ранних русских либералов // Диалог со временем. 2011. № 35. С. 59—76;
- Ранний русский либерализм: критика «слева» и «справа» // Диалог со временем. 2012. Вып. 41. С. 91—107;
- Аксиологические доминанты раннего российского либерализма // Идеи и ценности в политике. Политическая наука: Ежегодник 2015. М.: Российская политическая энциклопедия. С. 186—202;
- Ранний русский либерализм в эстетическом измерении // Вопросы философии. 2015. № 7. С. 41—48;
- Ранний русский либерализм в отечественной интеллектуальной традиции: опыт обобщения // Вестник Пермского университета. История. 2016. Вып. 3 (34). С. 52—57;
- Либерализм в России: история возникновения отечественной либеральной традиции // Вестник Пермского университета. История. 2017. Вып. 3 (38). С. 64—71;
- Ранний русский либерализм середины XIX в. и официальный политический дискурс современной России // Диалог со временем. 2019. № 67. С. 195—211.